# Línea 42 (Maldonado)
La línea 42 es una línea de transporte público de ómnibus del departamento de Maldonado, Uruguay. Parte de José Ignacio y va hasta la ciudad balnearia Punta del Este.
Sus horarios son compartidos con la línea 22, que sale y llega al mismo destino en uno de sus ramales.

## Horarios
Desde José Ignacio se dan tres salidas por día, al igual que desde el destino. La primera se da partiendo de Punta del Este a las 13:00, mientras que la última lo hace a las 18:00 desde José Ignacio.  